# 볼레로: 불멸의 선율
볼레로: 불멸의 선율(Boléro)은 프랑스에서 제작된 안느 퐁텐 감독의 2024년 드라마 영화이다. 모리스 라벨 탄생 150주년을 맞아 개봉하는 ‘볼레로: 불멸의 선율’은 1928년 파리, 걸작 ‘볼레로’를 탄생시킨 천재 작곡가 ‘모리스 라벨’의 여정을 그린 클래식 드라마 영화이다.

## 출연

### 주연
- 라파엘 페르소나즈 : 모리스 라벨 역

### 조연
- 도리아 틸리에 : 미시아 역
- 잔느 발리바 : 아이다 루빈스타인 역
- 엠마뉴엘 드보스 : 마거리트 롱 역
- 벵상 뻬레 : 치파 역
- 안느 알바로 : 마리 라벨 역
- 소피 귀레민 : 레벨롯 역